# Brodskyella
Brodskyella is een geslacht van kevers uit de familie spartelkevers (Mordellidae).
Het geslacht is voor het eerst wetenschappelijk beschreven in 1989 door Horák.

## Soorten
Het geslacht omvat de volgende soorten:
- Brodskyella angustata (Píc, 1923)
- Brodskyella holzschuhi Horák, 1989